# Liste der Gymnasien in Bayern
Diese Liste enthält die Gymnasien in Bayern. Die Liste ist nach Regierungsbezirken gemäß dem Amtlichen Gemeindeschlüssel (AGS) und Orten sortiert. Im Schuljahr 2023/24 wurden in Bayern an 434 Gymnasien 321.709 Schüler von 25.118 Lehrern unterrichtet.

## Historische Entwicklung der Anzahl der Gymnasien in Bayern
Die folgende Tabelle zeigt die Entwicklung der Anzahl der Gymnasien in Bayern und der davon staatlichen Gymnasien seit 2006 in Jahresschritten und 1992 als Vergleichsjahr der Vergangenheit.
| Jahr            | 1992 | 2006 | 2007 | 2008 | 2009 | 2010 | 2011 | 2012 | 2013 | 2014 | 2015 | 2016 | 2017 | 2018 | 2019 | 2020 | 2021 | 2022 | 2023 |
| --------------- | ---- | ---- | ---- | ---- | ---- | ---- | ---- | ---- | ---- | ---- | ---- | ---- | ---- | ---- | ---- | ---- | ---- | ---- | ---- |
| insgesamt       | 395  | 406  | 405  | 408  | 410  | 413  | 415  | 418  | 422  | 424  | 426  | 429  | 430  | 430  | 431  | 433  | 433  | 434  | 434  |
| davon staatlich |      |      | 308  | 309  | 309  | 310  | 310  | 313  | 317  | 319  | 320  | 321  | 322  | 322  | 323  | 325  | 325  | 326  | 326  |

## Oberbayern

### Altötting
- Maria-Ward-Gymnasium Altötting der Maria-Ward-Schulstiftung Passau
- König-Karlmann-Gymnasium Altötting

### Bad Aibling
- Gymnasium Bad Aibling

### Bad Tölz
- Gabriel-von-Seidl-Gymnasium Bad Tölz

### Bad Reichenhall
- Karlsgymnasium Bad Reichenhall

### Baldham
- Humboldt-Gymnasium Vaterstetten

### Beilngries
- Gymnasium Beilngries

### Berchtesgaden
- Gymnasium Berchtesgaden

### Berg
- Landschulheim Kempfenhausen des Zweckverbands Bayerische Landschulheime
- Montessori-Schule Gut Biberkor Gymnasium Berg-Höhenrain

### Bruckmühl
- Gymnasium Bruckmühl

### Burghausen
- Kurfürst-Maximilian-Gymnasium Burghausen
- Aventinus-Gymnasium Burghausen

### Chieming
- Landschulheim Schloss Ising am Chiemsee des Zweckverbands Bayerische Landschulheime

### Dachau
- Josef-Effner-Gymnasium Dachau
- Ignaz-Taschner-Gymnasium Dachau

### Dießen
- Ammersee-Gymnasium Dießen

### Dorfen
- Gymnasium Dorfen

### Eichstätt
- Willibald-Gymnasium Eichstätt
- Gabrieli-Gymnasium Eichstätt

### Erding
- Anne-Frank-Gymnasium Erding
- Korbinian-Aigner-Gymnasium Erding

### Eresing
- Rhabanus-Maurus-Gymnasium St. Ottilien

### Ettal
- Benediktinergymnasium Ettal

### Freising
- Dom-Gymnasium Freising
- Josef-Hofmiller-Gymnasium Freising
- Camerloher-Gymnasium Freising

### Fürstenfeldbruck
- Graf-Rasso-Gymnasium Fürstenfeldbruck
- Viscardi-Gymnasium Fürstenfeldbruck

### Gaimersheim
- Gymnasium Gaimersheim

### Garching
- Werner-Heisenberg-Gymnasium Garching

### Garmisch-Partenkirchen
- Werdenfels-Gymnasium Garmisch-Partenkirchen
- St.-Irmengard-Gymnasium Garmisch-Partenkirchen der Erzdiözese München und Freising

### Gars a.Inn
- Gymnasium Gars

### Gauting
- Otto-von-Taube-Gymnasium

### Geretsried
- Gymnasium Geretsried

### Germering
- Carl-Spitzweg-Gymnasium
- Max-Born-Gymnasium Germering

### Gilching
- Christoph-Probst-Gymnasium

### Gräfelfing
- Kurt-Huber-Gymnasium

### Grafing
- Max-Mannheimer-Gymnasium Grafing
- Landschulheim Elkofen

### Gröbenzell
- Gymnasium Gröbenzell

### Grünwald
- Gymnasium Grünwald

### Haar (bei München)
- Ernst-Mach-Gymnasium Haar

### Höhenkirchen-Siegertsbrunn
- Gymnasium Höhenkirchen-Siegertsbrunn

### Holzkirchen
- Privatgymnasium Holzkirchen
- Gymnasium Holzkirchen

### Icking
- Günter-Stöhr-Gymnasium im St. Anna Schulverbund, Icking
- Rainer-Maria-Rilke-Gymnasium Icking

### Ingolstadt
- Reuchlin-Gymnasium Ingolstadt
- Christoph-Scheiner-Gymnasium
- Katharinen-Gymnasium Ingolstadt
- Gnadenthal-Gymnasium
- Apian-Gymnasium

### Ismaning
- Gymnasium Ismaning

### Kirchheim b.München
- Gymnasium Kirchheim

### Kirchseeon
- Gymnasium Kirchseeon

### Landsberg am Lech
- Dominikus-Zimmermann-Gymnasium
- Ignaz-Kögler-Gymnasium

### Laufen
- Rottmayr-Gymnasium Laufen

### Lenggries
- Erzbischöfliches St.-Ursula-Gymnasium Schloss Hohenburg Lenggries

### Markt Schwaben
- Franz-Marc-Gymnasium Markt Schwaben

### Markt Indersdorf
- Gymnasium Markt Indersdorf

### Marquartstein
- Staatliches Landschulheim Marquartstein

### Miesbach
- Gymnasium Miesbach

### Moosburg
- Karl-Ritter-von-Frisch-Gymnasium Moosburg

### Mühldorf a.Inn
- Ruperti-Gymnasium Mühldorf am Inn

### München
- Maximiliansgymnasium München
- Wilhelmsgymnasium München
- Albert-Einstein-Gymnasium München
- Oskar-von-Miller-Gymnasium München
- Asam-Gymnasium München
- Gisela-Gymnasium München
- Luitpold-Gymnasium München
- Maria-Theresia-Gymnasium München
- Pestalozzi-Gymnasium München
- Max-Josef-Stift
- Städtisches Luisengymnasium München
- Städtisches Sophie-Scholl-Gymnasium München
- Städtisches Theodolinden-Gymnasium
- Willi-Graf-Gymnasium München
- Städtisches St.-Anna-Gymnasium München
- Michaeli-Gymnasium München
- Theresia-Gerhardinger-Gymnasium am Anger
- Edith-Stein-Gymnasium der Erzdiözese München und Freising
- Privatgymnasium Dr. Florian Überreiter
- Münchenkolleg
- Bilinguales Gymnasium Phorms
- Wilhelm-Hausenstein-Gymnasium
- Städtisches Werner-von-Siemens-Gymnasium
- Isar-Gymnasium, Schule in freier Trägerschaft
- Lion-Feuchtwanger-Gymnasium München
- Heinrich-Heine-Gymnasium
- Privates Gymnasium Huber, Schule in freier Trägerschaft
- Karlsgymnasium München-Pasing
- Ludwigsgymnasium München
- Theresien-Gymnasium München
- Wittelsbacher-Gymnasium München
- Erasmus-Grasser-Gymnasium
- Klenze-Gymnasium München
- Max-Planck-Gymnasium München
- Rupprecht-Gymnasium
- Städtisches Elsa-Brändström-Gymnasium München
- Städtisches Louise-Schroeder-Gymnasium
- Städtisches Thomas-Mann-Gymnasium München
- Städtisches Adolf-Weber-Gymnasium München
- Städtisches Käthe-Kollwitz-Gymnasium München
- Städtisches Bertolt-Brecht-Gymnasium München
- Maria-Ward-Gymnasium Nymphenburg, Schule in freier Trägerschaft
- Nymphenburger Gymnasium, Schule in freier Trägerschaft
- Obermenzinger Gymnasium
- Kleines privates Lehrinstitut Derksen
- Dante-Gymnasium München
- Gymnasium München Fürstenried-West
- Gymnasium München/Moosach
- Novalis-Gymnasium, Schule in freier Trägerschaft

### Murnau
- Staffelsee-Gymnasium Murnau

### Neubeuern
- Schloss Neubeuern – Gymnasium Internatsschule für Mädchen und Jungen

### Neubiberg
- Gymnasium Neubiberg

### Neuburg an der Donau
- Descartes-Gymnasium Neuburg an der Donau

### Neufahrn b.Freising
- Oskar-Maria-Graf-Gymnasium

### Oberhaching
- Gymnasium Oberhaching

### Olching
- Gymnasium Olching

### Ottobrunn
- Gymnasium Ottobrunn

### Penzberg
- Gymnasium Penzberg

### Pfaffenhofen an der Ilm
- Schyren-Gymnasium Pfaffenhofen an der Ilm

### Planegg
- Feodor-Lynen-Gymnasium Planegg

### Prien
- Ludwig-Thoma-Gymnasium Prien

### Puchheim
- Gymnasium Puchheim

### Pullach
- Staatliches Gymnasium Pullach i. Isartal (für einige Jahre Otfried-Preußler-Gymnasium)
- Pater-Rupert-Mayer-Gymnasium Pullach

### Raubling
- Inntal-Gymnasium Raubling

### Reichersbeuern
- Max-Rill-Schule Schloss Reichersbeuern

### Rosenheim
- Ignaz-Günther-Gymnasium
- Sebastian-Finsterwalder-Gymnasium
- Karolinen-Gymnasium Rosenheim

### Schäftlarn
- Gymnasium der Benediktiner Schäftlarn

### Schönau am Königssee
- CJD Jugenddorf-Christopherusschule – Gymnasium

### Schondorf
Beide Schulen haben dieselbe Adresse und Schulleitung. Sie unterscheiden sich nur in den fachlichen Ausrichtungen:
- Ernst-Reisinger-Schule Schondorf mit neusprachlichen, wirtschafts- und sozialwissenschaftlichen Zweig
- Julius-Lohmann-Gymnasium Schondorf mit wirtschafts- und sozialwissenschaftlicher Ausbildungsrichtung

### Schongau
- Welfen-Gymnasium Schongau

### Schrobenhausen
- Gymnasium Schrobenhausen

### Starnberg
- Gymnasium Starnberg

### Stein an der Traun
- Schule Schloss Stein

### Tegernsee
- Gymnasium Tegernsee

### Traunreut
- Johannes-Heidenhain-Gymnasium Traunreut

### Traunstein
- Chiemgau-Gymnasium Traunstein
- Annette-Kolb-Gymnasium Traunstein

### Trostberg
- Hertzhaimer-Gymnasium Trostberg

### Tutzing
- Gymnasium Tutzing

### Unterföhring
- Gymnasium Unterföhring

### Unterhaching
- Lise-Meitner-Gymnasium Unterhaching

### Unterschleißheim
- Carl-Orff-Gymnasium Unterschleißheim

### Waldkraiburg
- Gymnasium Waldkraiburg

### Wasserburg am Inn
- Luitpold-Gymnasium Wasserburg am Inn

### Weilheim i.OB
- Gymnasium Weilheim

### Wolfratshausen
- St. Matthias Waldram
- Kolleg des Erzbischöflichen Spätberufenenseminars St. Matthias Wolfratshausen

### Wolnzach
- Hallertau-Gymnasium Wolnzach

## Niederbayern

### Bogen
- Veit-Höser-Gymnasium Bogen

### Deggendorf
- Comenius-Gymnasium Deggendorf
- Robert-Koch-Gymnasium

### Dingolfing
- Gymnasium Dingolfing

### Eggenfelden
- Karl-von-Closen-Gymnasium Eggenfelden

### Ergolding
- Gymnasium Ergolding

### Freyung
- Gymnasium Freyung

### Fürstenzell
- Maristengymnasium Fürstenzell

### Furth
- Maristen-Gymnasium Furth

### Grafenau
- Landgraf-Leuchtenberg-Gymnasium Grafenau

### Kelheim
- Donau-Gymnasium Kelheim

### Landau an der Isar
- Gymnasium Landau an der Isar

### Landshut
- Hans-Carossa-Gymnasium Landshut
- Hans-Leinberger-Gymnasium (Landshut)
- Gymnasium Seligenthal

### Mainburg
- Gabelsberger-Gymnasium Mainburg

### Mallersdorf-Pfaffenberg
- Burkhart-Gymnasium

### Metten
- St.-Michaels-Gymnasium der Benediktiner Metten

### Niederalteich
- St.-Gotthard-Gymnasium der Benediktiner Niederaltaich

### Passau
- Gymnasium Leopoldinum
- Adalbert-Stifter-Gymnasium
- Gisela-Gymnasium Passau Niedernburg
- Auersberg-Gymnasium Freudenhain

### Pfarrkirchen
- Gymnasium Pfarrkirchen

### Pocking
- Wilhelm-Diess-Gymnasium Pocking

### Rohr
- Johannes-Nepomuk-Gymnasium Rohr i.NB.

### Simbach am Inn
- Tassilo-Gymnasium Simbach am Inn

### Straubing
- Johannes-Turmair-Gymnasium
- Anton-Bruckner-Gymnasium Straubing
- Gymnasium d.Ursulinen-Schulstiftung Straubing
- Ludwigsgymnasium Straubing

### Untergriesbach
- Gymnasium Untergriesbach

### Viechtach
- Dominicus-von-Linprun-Gymnasium Viechtach

### Vilsbiburg
- Maximilian-von-Montgelas-Gymnasium Vilsbiburg

### Vilshofen an der Donau
- Gymnasium Vilshofen

### Waldkirchen
- Johannes-Gutenberg-Gymnasium Waldkirchen

### Zwiesel
- Gymnasium Zwiesel

## Oberpfalz

### Amberg
- Erasmus-Gymnasium Amberg
- Gregor-Mendel-Gymnasium Amberg
- Max-Reger-Gymnasium Amberg
- Dr.-Johanna-Decker-Schulen Amberg der Schulstiftung der Diözese Regensburg

### Bad Kötzting
- Benedikt-Stattler-Gymnasium Bad Kötzting

### Burglengenfeld
- Johann-Michael-Fischer-Gymnasium Burglengenfeld

### Cham
- Robert-Schuman-Gymnasium Cham
- Joseph-von-Fraunhofer-Gymnasium Cham

### Eschenbach
- Gymnasium Eschenbach

### Konnersreuth
- Spätberufenenschule St. Josef der Oblaten des Hl. Franz von Sales Fockenfeld

### Lappersdorf
- Gymnasium Lappersdorf

### Nabburg
- Johann-Andreas-Schmeller-Gymnasium Nabburg

### Neumarkt
- Willibald-Gluck-Gymnasium Neumarkt in der Oberpfalz
- Ostendorfer-Gymnasium Neumarkt in der Oberpfalz

### Neustadt an der Waldnaab
- Gymnasium Neustadt an der Waldnaab

### Neutraubling
- Gymnasium Neutraubling

### Nittenau
- Regental-Gymnasium Nittenau

### Oberviechtach
- Ortenburg-Gymnasium Oberviechtach

### Parsberg
- Gymnasium Parsberg

### Regensburg
- Albertus-Magnus-Gymnasium Regensburg
- Albrecht-Altdorfer-Gymnasium Regensburg
- Goethe-Gymnasium Regensburg
- Werner-von-Siemens-Gymnasium Regensburg
- Städtisches Von-Müller-Gymnasium Regensburg
- St.-Marien-Gymnasium der Schulstiftung der Diözese Regensburg
- Gymnasium der Regensburger Domspatzen
- Privat-Gymnasium Pindl e. V. Regensburg

### Schwandorf
- Carl-Friedrich-Gauß-Gymnasium Schwandorf

### Sulzbach-Rosenberg
- Herzog-Christian-August-Gymnasium Sulzbach-Rosenberg

### Tirschenreuth
- Stiftland-Gymnasium Tirschenreuth

### Weiden
- Augustinus-Gymnasium Weiden
- Kepler-Gymnasium Weiden
- Elly-Heuss-Gymnasium Weiden

## Oberfranken

### Bamberg
- Kaiser-Heinrich-Gymnasium Bamberg
- Franz-Ludwig-Gymnasium Bamberg
- Clavius-Gymnasium
- Dientzenhofer-Gymnasium Bamberg
- E.T.A. Hoffmann-Gymnasium Bamberg
- Eichendorff-Gymnasium Bamberg
- Maria-Ward-Gymnasium Bamberg (Früher: Gymnasium der Englischen Fräulein)
- Theresianum
- Graf-Stauffenberg-Gymnasium Bamberg 1989 aufgelöst

### Bayreuth
- Gymnasium Christian-Ernestinum
- Graf-Münster-Gymnasium Bayreuth
- Markgräfin-Wilhelmine-Gymnasium Bayreuth
- Richard-Wagner-Gymnasium Bayreuth
- Städtisches Wirtschaftswissenschaftliches Gymnasium Bayreuth

### Burgkunstadt
- Gymnasium Burgkunstadt

### Coburg
- Gymnasium Casimirianum Coburg
- Gymnasium Ernestinum Coburg
- Gymnasium Alexandrinum Coburg
- Gymnasium Albertinum Coburg

### Ebermannstadt
- Gymnasium Fränkische Schweiz Ebermannstadt

### Forchheim
- Herder-Gymnasium Forchheim
- Ehrenbürg-Gymnasium Forchheim

### Hof
- Jean-Paul-Gymnasium Hof
- Schiller-Gymnasium Hof
- Johann-Christian-Reinhart-Gymnasium Hof

### Kronach
- Kaspar-Zeuß-Gymnasium Kronach
- Frankenwald-Gymnasium Kronach

### Kulmbach
- Markgraf-Georg-Friedrich-Gymnasium Kulmbach
- Caspar-Vischer-Gymnasium Kulmbach

### Lichtenfels
- Meranier-Gymnasium Lichtenfels

### Marktredwitz
- Otto-Hahn-Gymnasium Marktredwitz

### Münchberg
- Gymnasium Münchberg

### Naila
- Hochfranken-Gymnasium Naila

### Neustadt bei Coburg
- Arnold-Gymnasium Neustadt

### Pegnitz
- Gymnasium Pegnitz

### Selb
- Walter-Gropius-Gymnasium Selb

### Wunsiedel
- Luisenburg-Gymnasium Wunsiedel

## Mittelfranken

### Altdorf bei Nürnberg
- Leibniz-Gymnasium Altdorf

### Ansbach
- Gymnasium Carolinum Ansbach
- Platen-Gymnasium Ansbach
- Theresien-Gymnasium Ansbach

### Bad Windsheim
- Georg-Wilhelm-Steller-Gymnasium

### Dinkelsbühl
- Gymnasium Dinkelsbühl

### Eckental
- Gymnasium Eckental

### Erlangen
- Gymnasium Fridericianum Erlangen
- Albert-Schweitzer-Gymnasium (Erlangen)
- Ohm-Gymnasium Erlangen
- Christian-Ernst-Gymnasium
- Marie-Therese-Gymnasium
- Emmy Noether-Gymnasium Erlangen
- Freie Waldorfschule Erlangen

### Feuchtwangen
Gymnasium Feuchtwangen

### Fürth
- Heinrich-Schliemann-Gymnasium Fürth
- Hardenberg-Gymnasium Fürth
- Helene-Lange-Gymnasium Fürth

### Gunzenhausen
- Simon-Marius-Gymnasium

### Hersbruck
- Paul-Pfinzing-Gymnasium

### Herzogenaurach
- Gymnasium Herzogenaurach

### Hilpoltstein
- Gymnasium Hilpoltstein

### Höchstadt an der Aisch
- Gymnasium Höchstadt an der Aisch

### Langenzenn
- Wolfgang-Borchert-Gymnasium

### Lauf an der Pegnitz
- Christoph-Jacob-Treu-Gymnasium Lauf an der Pegnitz

### Neuendettelsau
- Laurentius-Gymnasium (Privat)

### Neustadt an der Aisch
- Friedrich-Alexander-Gymnasium

### Nürnberg
- Bertolt-Brecht-Schule Nürnberg -Gymnasium-
- Dürer-Gymnasium Nürnberg
- Fränkische Akademie e. V. – Privates Abendgymnasium Nürnberg (Privat)
- Hans-Sachs-Gymnasium Nürnberg
- Hermann-Kesten-Kolleg Nürnberg
- Jenaplan-Gymnasium Nürnberg (Privat)
- Johannes-Scharrer-Gymnasium (Nürnberg)
- Labenwolf-Gymnasium
- Maria-Ward-Schule Nürnberg -Gymnasium-
- Martin-Behaim-Gymnasium Nürnberg
- Melanchthon-Gymnasium Nürnberg
- Neues Gymnasium Nürnberg
- Peter-Vischer-Schule Nürnberg -Gymnasium-
- Pirckheimer-Gymnasium Nürnberg
- Rudolf-Steiner-Schule Nürnberg (Privat)
- Sabel-Schule Nürnberg -Gymnasium- (Privat)
- Sigena-Gymnasium Nürnberg
- Sigmund-Schuckert-Gymnasium Nürnberg
- Willstätter-Gymnasium
- Wilhelm-Löhe-Schule Nürnberg -Gymnasium-

### Oberasbach
- Dietrich-Bonhoeffer-Gymnasium Oberasbach

### Roth
- Gymnasium Roth

### Röthenbach an der Pegnitz
- Geschwister-Scholl-Gymnasium Röthenbach an der Pegnitz

### Rothenburg ob der Tauber
- Reichsstadt-Gymnasium Rothenburg ob der Tauber

### Scheinfeld
- Gymnasium Scheinfeld

### Schwabach
- Adam-Kraft-Gymnasium Schwabach
- Wolfram-von-Eschenbach-Gymnasium

### Spardorf
- Emil-von-Behring-Gymnasium

### Stein
- Gymnasium Stein

### Treuchtlingen
- Senefelder-Schule -Gymnasialzug-

### Uffenheim
- Christian-von-Bomhard-Schule Uffenheim (Gymnasium)

### Weißenburg
- Werner-von-Siemens-Gymnasium Weißenburg

### Wendelstein
- Gymnasium Wendelstein

### Windsbach
- Johann-Sebastian-Bach-Gymnasium Windsbach -Musikgymnasium-

## Unterfranken

### Alzenau
- Spessart-Gymnasium Alzenau

### Amorbach
- Karl-Ernst-Gymnasium Amorbach

### Aschaffenburg
- Kronberg-Gymnasium Aschaffenburg
- Friedrich-Dessauer-Gymnasium Aschaffenburg
- Karl-Theodor-von-Dalberg-Gymnasium
- Maria-Ward-Schule, Mädchengymnasium der Maria-Ward-Stiftung Aschaffenburg

### Bad Brückenau
- Franz-Miltenberger-Gymnasium

### Bad Kissingen
- Jack-Steinberger-Gymnasium Bad Kissingen
- Kissori-Lernzentrum

### Bad Königshofen
- Gymnasium Bad Königshofen

### Bad Neustadt an der Saale
- Rhön-Gymnasium Bad Neustadt

### Ebern
- Friedrich-Rückert-Gymnasium Ebern

### Elsenfeld
- Julius-Echter-Gymnasium

### Erlenbach am Main
- Hermann-Staudinger-Gymnasium Erlenbach

### Gemünden am Main
- Friedrich-List-Gymnasium Gemünden
- Gymnasium der Schwestern vom Hl. Kreuz Gemünden

### Hammelburg
- Frobenius-Gymnasium Hammelburg

### Haßfurt
- Regiomontanus-Gymnasium Haßfurt

### Hösbach
- Hanns-Seidel-Gymnasium

### Karlstadt
- Johann-Schöner-Gymnasium

### Kitzingen
- Armin-Knab-Gymnasium

### Lohr am Main
- Franz-Ludwig-von-Erthal-Gymnasium Lohr

### Marktbreit
- Gymnasium Marktbreit

### Marktheidenfeld
- Balthasar-Neumann-Gymnasium Marktheidenfeld

### Mellrichstadt
- Martin-Pollich-Gymnasium Mellrichstadt

### Miltenberg
- Johannes-Butzbach-Gymnasium Miltenberg

### Münnerstadt
- Johann-Philipp-von-Schönborn-Gymnasium

### Schwarzach
- Egbert-Gymnasium der Benediktiner Münsterschwarzach

### Schweinfurt
- Celtis-Gymnasium Schweinfurt
- Alexander-von-Humboldt-Gymnasium Schweinfurt
- Olympia-Morata-Gymnasium
- Städtisches Walther-Rathenau-Gymnasium Schweinfurt
- Bayernkolleg Schweinfurt Staatliches Institut zur Erlangung der Hochschulreife
- International School Mainfranken

### Veitshöchheim
- Gymnasium Veitshöchheim

### Volkach
- Franken-Landschulheim Schloss Gaibach des Zweckverbands Bayerische Landschulheime

### Wiesentheid
- Steigerwald-Landschulheim Wiesentheid des Zweckverbands Bayerische Landschulheime

### Würzburg
- Dag-Hammarskjöld-Gymnasium – Evangelisches Gymnasium Würzburg
- Deutschhaus-Gymnasium
- Friedrich-Koenig-Gymnasium
- Matthias-Grünewald-Gymnasium Würzburg
- Riemenschneider-Gymnasium
- Röntgen-Gymnasium Würzburg
- Siebold-Gymnasium
- St.-Ursula-Schule (Würzburg) der Ursulinen -Gymnasium-
- Wirsberg-Gymnasium

## Schwaben

### Aichach
- Deutschherren-Gymnasium

### Augsburg
- Anna Barbara von Stettensches Institut
- Bayernkolleg Augsburg
- Freie Waldorfschule
- Gymnasium bei St. Anna
- Gymnasium bei St. Stephan
- Gymnasium Maria Stern
- Holbein-Gymnasium
- Jakob-Fugger-Gymnasium
- Maria-Theresia-Gymnasium
- Maria-Ward-Gymnasium
- Peutinger-Gymnasium
- Rudolf-Diesel-Gymnasium

### Buxheim
- Marianum Buxheim

### Dillingen an der Donau
- Johann-Michael-Sailer-Gymnasium Dillingen
- St. Bonaventura-Gymnasium Dillingen des Schulwerks der Diözese Augsburg

### Donauwörth
- Gymnasium Donauwörth

### Friedberg
- Staatliches Gymnasium Friedberg

### Füssen
- Gymnasium Füssen

### Gersthofen
- Paul-Klee-Gymnasium Gersthofen

### Günzburg
- Dossenberger-Gymnasium
- Maria-Ward-Gymnasium Günzburg des Schulwerks der Diözese Augsburg

### Illertissen
- Kolleg der Schulbrüder Illertissen -Gymnasium- des Schulwerks der Diözese Augsburg

### Immenstadt
- Gymnasium Immenstadt

### Jettingen-Scheppach
- Vision naturwissenschaftlich-technologisches Privatgymnasium mit Internat Jettingen-Scheppach

### Kammeltal
- St.-Thomas-Gymnasium Wettenhausen des Schulwerks der Diözese Augsburg

### Kaufbeuren
- Jakob-Brucker-Gymnasium
- Marien-Gymnasium Kaufbeuren des Schulwerks der Diözese Augsburg

### Kempten (Allgäu)
- Carl-von-Linde-Gymnasium Kempten
- Allgäu-Gymnasium Kempten
- Hildegardis-Gymnasium Kempten

### Königsbrunn
- Gymnasium Königsbrunn

### Krumbach
- Simpert-Kraemer-Gymnasium

### Lauingen
- Albertus-Gymnasium Lauingen

### Lindau
- Bodensee-Gymnasium Lindau
- Valentin-Heider-Gymnasium

### Lindenberg im Allgäu
- Gymnasium Lindenberg in Lindenberg im Allgäu

### Marktoberdorf
- Gymnasium Marktoberdorf

### Memmingen
- Bernhard-Strigel-Gymnasium
- Vöhlin-Gymnasium

### Mindelheim
- Maristenkolleg -Gymnasium- des Schulwerks der Diözese Augsburg

### Neusäß
- Justus-von-Liebig-Gymnasium

### Neu-Ulm
- Lessing-Gymnasium
- Bertha-von-Suttner-Gymnasium

### Nördlingen
- Theodor-Heuss-Gymnasium Nördlingen

### Oberstdorf
- Gertrud-von-le-Fort-Gymnasium Oberstdorf

### Oettingen
- Albrecht-Ernst-Gymnasium Oettingen

### Ottobeuren
- Rupert-Ness-Gymnasium Ottobeuren

### Schwabmünchen
- Leonhard-Wagner-Gymnasium

### Schwangau
- Gymnasium Hohenschwangau

### Sonthofen
- Gymnasium Sonthofen

### Türkheim
- Joseph-Bernhart-Gymnasium

### Ursberg
- Ringeisen-Gymnasium der St. Josefkongregation Ursberg

### Vöhringen
- Illertal-Gymnasium Vöhringen

### Weißenhorn
- Nikolaus-Kopernikus-Gymnasium

### Wertingen
- Gymnasium Wertingen